# Incision
« Incisions » redirige ici. Pour le film d'horreur, voir Incisions (film).
En chirurgie, une incision est une petite coupure faite par un chirurgien avec un bistouri sur un organe afin de procéder à une intervention à l'intérieur ou au-delà. Elle est généralement refermée par suture, à moins qu'il ne s'agisse de la première étape d'une dissection.
Plus généralement, une incision est une entaille avec un instrument tranchant (exemple : gravure préhistorique par incision). Les artistes peintres ont souvent pratiqué, dès la fin du XVIe siècle, de légères incisions dans la préparation colorée de la toile ou au cours de la réalisation. Ceci pouvait se faire à l'aide de tout instrument pointu, comme un stylet, par exemple : Caravage a pratiqué des incisions qui sont des indices problématiques de son mode de travail, avec ou sans l'aide d'un dessin préalable. 